# Cmentarz morski w Saint-Tropez
Cmentarz morski w Saint-Tropez (fr. Cimetière marin de Saint-Tropez) – nadmorski cmentarz w Saint-Tropez, założony w 1791 na stoku wzgórza poniżej cytadeli u brzegu Morza Śródziemnego.

## Opis
W średniowieczu i w epoce nowożytnej zmarłych grzebano w obiektach sakralnych oraz na przykościelnych cmentarzach. W przypadku Saint-Tropez takimi miejscami były miejscowe kaplice, kościół parafialny oraz położony na jego tyłach cmentarz, mieszczący się w rejonie obecnego Place d'Ormeau.
Sytuacja uległa zmianie we Francji dopiero w 1776, kiedy król Ludwik XVI z powodów sanitarnych nakazał grzebanie zmarłych poza murami miejskimi. W odpowiedzi, nowy cmentarz założony został nieopodal ówczesnych murów miejskich w miejscu zwanym Pré-des-Pêcheurs, w rejonie obecnej plaży Plage de la Ponche. Ponieważ ziemia okazała się jednak skalista i płytka, już w 1783 zaczęto rozważać przeniesienie cmentarza w bardziej odległe miejsce. Ostatecznie, w 1791 wybrano nową lokalizację nad brzegiem morza, na miejscu zwanym  Roqueplane, poniżej cytadeli, gdzie cmentarz znajduje się do chwili obecnej.
W XIX i XX wieku cmentarz był kilkukrotnie powiększany w stronę południowo-zachodnią, tj. w 1855, 1871, 1894, 1920, 1960 oraz w 1980, kiedy zbudowane zostały krypty.

## Pochowani na cmentarzu
Wśród pochowanych na cmentarzu znaleźli się m.in.:
- Bannou Pan Deï (zm. 1884) – siostrzenica władcy Lahore, małżonka generała Jeana-François Allarda, będącego w służbie u Ranjita Singha[2]
- Blandine Liszt (1836–1862) – córka kompozytora Ferenca Liszta i małżonka polityka Émile'a Olliviera[1][3]
- Roger Vadim (1928–2000) – francuski aktor i reżyser, mąż Brigitte Bardot[1][2]
- Pierre Bachelet (1944–2005) – francuski piosenkarz[1][2]
- Eddie Barclay (1921–2005) – francuski producent muzyczny, założyciel wytwórni Barclay Records[1][2]
- André Dunoyer de Segonzac (1884–1974) – francuski malarz[1]
- Alexandre de Paris (1922–2008) – francuski fryzjer[1]
- Louis Durey (1888–1979) – francuski kompozytor[1]
- Henri Manguin (1874–1949) – francuski malarz[1]
- Auguste Pégurier (1856–1936) – francuski malarz[1]
- Charles Vildrac (1882–1971) – francuski poeta i dramaturg[1]